# Ephraim Porter Felt
Ephraim Porter Felt, född den 7 januari 1868 i Salem, Massachusetts, död den 14 december 1943 var en amerikansk entomolog som var specialiserad i tvåvingar.
Felt arbetade mest med myggor och framförallt med gallmyggor. Eftersom han var statsentomolog i delstaten New York arbetade han med alla insekter med ekonomisk eller medicinsk betydelse. Han beskrev över 1 000 arter i vetenskapliga tidskrifter. Holotyperna av insekterna han namngivit finns på National Museum of Natural History i Washington, D.C.. Felt var även auktoren för släktet Culiseta.